# ОФГ Габрово
ОФГ Габрово е дивизия, в която участват отбори от област Габрово. Състои се само от една лига: „А“ ОГ Габрово. Шампионът на областта участва в баражи за влизане в Северозападна аматьорска футболна лига.

## „А“ ОГ Габрово

### Отбори 2022/23
- Ангел Кънчев (Трявна)
- Балкан (Плачковци)
- Видима (Душево)
- Дан Колов (Сенник)
- Планинец (Кръвеник)
- Спортист (Петко Славейков)
- Стрела 2006 (Шумата)
- Трявна (Трявна)
- Чардафон 1919 (Габрово)
- Юнак 2006 (Кормянско)